# L'amante combattuto dalle donne di punto
L'amante combattuto dalle donne di punto és una òpera en tres actes composta per Domenico Cimarosa sobre un llibret italià de Giuseppe Palomba. S'estrenà al Teatro dei Fiorentini de Nàpols el 1781.
També es representà amb el nom de La biondolina, i el 1805 al Teatro Nuovo de Nàpols com La giardiniera fortunata. Es desconeix quanta música de La biondolina provenia de l'òpera original, per tant és impossible de dir si són la mateixa òpera, o si La biondolina representa una transformació en una òpera totalment nova. Tanmateix el llibret i el repartiment és el mateix, així que se suposa generalment que la música era també la mateixa o similar.